# Olympische Sommerspiele 1924/Teilnehmer (Lettland)
| Gelbes Symbol für Goldmedaillen mit stilisierten Olympischen Ringen | Graues Symbol für Silbermedaillen mit stilisierten Olympischen Ringen | Braundes Symbol für Bronzemedaillen mit stilisierten Olympischen Ringen |
| ------------------------------------------------------------------- | --------------------------------------------------------------------- | ----------------------------------------------------------------------- |
| —                                                                   | —                                                                     | —                                                                       |

Lettland nahm an den Olympischen Sommerspielen 1924 in Paris mit einer Delegation von 36 männlichen Athleten an 23 Wettkämpfen in sechs Sportarten teil. Es war Lettlands erste Teilnahme an Sommerspielen.
Fahnenträger bei der Eröffnungsfeier war der Leichtathlet Arvīds Ķibilds.

## Teilnehmer nach Sportarten

### Boxen
- Ernests Gutmans
in der 1. Runde ausgeschieden

### Fußball
- im Achtelfinale ausgeschieden
Česlavs Stančiks
Pauls Sokolovs
Aleksandrs Roge
Voldemārs Plade
Arkādijs Pavlovs
Kārlis Bone
Arvīds Jurgens
Arvīds Bārda
Edvīns Bārda
Rūdolfs Bārda
Kārlis Ašmanis

### Gewichtheben
- Kārlis Leilands
- Alberts Ozoliņš
- Ēriks Rauska
- Ēriks Reihmanis

### Leichtathletik
- Vilis Cimmermans
- Artūrs Gedvillo
- Gvido Jekals
- Alfrēds Kalniņš
- Arvīds Ķibilds
- Artūrs Motmillers
- Johans Oja
- Alfrēds Ruks
- Oto Seviško
- Teodors Sukatnieks

### Radsport
- Andrejs Aspītis
- Roberts Plūme
- Fridrihs Ukstiņš
- Arturs Zeiberliņš

### Ringen
- Arnolds Baumanis
- Alberts Krievs
- Jānis Polis
- Rūdolfs Ronis
- Jānis Rudzits
- Kārlis Vilciņš